# Asteroschema ajax
Asteroschema ajax är en ormstjärneart som beskrevs av A.H. Clark 1949. Asteroschema ajax ingår i släktet Asteroschema och familjen Asteroschematidae. Inga underarter finns listade i Catalogue of Life.